# Personaggi di Quake 4
Qui di seguito sono elencati tutti i personaggi principali di Quake 4.

## Storia
La Storia parte da Quake Wars, ovvero la 5º uscita di Quake. Siamo nel XXI secolo, e gli Strogg attaccano e devastano la Terra. Gli umani decidono di vendicarsi: attaccano in massa il pianeta Strogg con tutte le loro dotazioni, e qui comincia la storia di Quake II, ovvero di un marine che, in battaglia assieme ad i suoi compagni, ha un'avaria alla navicella e viene separato dal resto della squadra. Nathan Grunt riesce per errore a sabotare e/o distruggere importanti e vitali macchine Strogg, tra le quali il "Big Gun", il cannone della difesa aerea. Dopo aver distrutto questi congegni, 'Grunt' raggiunge il Makron, il capo degli Strogg. Pensando che gli Strogg siano disorientati e senza ordini, gli umani decidono quindi di compiere l'attacco definitivo. Ma falliscono, perché gli Strogg hanno costruito un nuovo Makron.

### Quake II
Quake II inizia in una sala con il soffitto rotto dallo schianto della navicella del Soldato Scelto Nathan Grunt, che ferma la ricerca per nuove macchine Strogg. Alla fine riesce a entrare nel Centro Operativo Strogg e a sabotarlo quindi ad aprirsi una strada per il Makron.

#### Quake II XP
L'avventura non finisce qui. Quake II ha nuovi livelli e nuove armi in dotazione.

### Quake IV
Quake IV Inizia con il nuovo assalto dei marine. La navetta della squadra Rhino, intercettata da tre missili Strogg, precipita. Il Caporale Matthew Kane resta illeso con un medico vicino. Da qui parte l'avventura verso Il Nodo, chiamato anche Centro Operativo Assoluto Strogg. Grazie al Makron che lo cattura, Kane a sua volta diventa uno Strogg fisicamente ma la mente rimane la sua. Può attivare tre stazioni che disabiliteranno lo Scudo che protegge Il Nodo. Questo riesce a teletrasportarsi dentro e a uccidere il Makron, distruggendo il cervello Strogg.

## Rhino
La Squadra che salvò la terra nell'invasione degli Strogg nella missione "Dallas" 
 Caporale Spencer

### Caporale Matthew Kane
Il Personaggio principale e giocabile di Quake 4 è Kane che fa parte della squadra Rhino che in seguito verrà "Stroggato" ovvero, il processo in cui un essere umano viene robotizzato, catturato dal Makron, capo degli Strogg alla missione dove devi cercare di distruggere il Tetranodo con Strauss il Tecnico Della Squadra Rhino
Il Ruolo di Kane è di cercare un modo di "Uccidere gli Strogg con un solo colpo". Solo dopo averlo stroggato Kane trova il modo.
Per il caporale è il primo giorno infatti 
 «Strauss»

### Tenente Voss
Il Tenente Voss è il capo della squadra Rhino. Il suo compito era quello di guidare la squadra alla distruzione degli strogg.
Voss si vede per la prima volta nella missione "Zona d'atterraggio MCC" ma in realtà se non avete saltato l'intro si vede dentro la navicella facendo un breve riassunto di Quake 2 «[...] un marine si è infiltrato nelle linee nemiche e ha fatto fuori il capo degli Strogg, il Makron, quindi permettendoci di avere un enorme vantaggio[...]» «Lt.Voss»
Voss viene stroggato nella missione "Complesso Medico Strogg" in seguito nella missione "Complesso di Putrefazione" si ritrova come boss

### Caporale di Primo Grado Nikolai "Sledge" Slidjonovitch
Il Caporale Sledge è uno dei personaggi che troviamo al terzo livello ovvero "Trincee di Difesa Aerea", insieme al Sergente Bidwell di fronte al cannone della difesa aerea. In seguito lo troveremo sulla USS Hanniball nel livello "Operazione: Vantaggio" qui si può trovare solo dopo il Briefing e durante. Una Terza volta nello stesso posto quando Kane già strogg viene visitato da dei Dottori che cercano una soluzione, invano, per farlo tornare umano qui Sledge vi accompagna alla sala briefing. Quarta e ultima volta lo troviamo a "Elaborazione Dati" qui Il Sergente Sledge vi accompagnerà sino al tetto della torre per attivare il portale per il "Nodo"

### Tenente Morris
Il Sergente Morris lo troviamo per primo nel primo livello che cerca invano di contattare il quartier generale dopo che la navetta, colpita da due missili, è precipitata. Questo nei livelli "Trincee di difesa aerea", "Perimetro dell'Hangar" e "Zona D'atterraggio MCC" ci farà da scorta sino alla posizione della squadra Viper, poi sino alla squadra Rhino. Alla morte di Voss lo ritroviamo nel livello "Operazione: Ultima Speranza" come grado di Tenente poiché era l'unico a saper comandare una squadra prima di Bidwell.
Lo ritroviamo solo alla fine nel livello "Trasmissione Dati" che ci aiuterà come ha fatto Sledge

### Sergente Bidwell
Il sergente Bidwell ha un carattere piuttosto aggressivo, lo incontriamo per la prima volta nel livello "Trincee di difesa aerea" che ci dà gli ordini incaricato da Lt. Voss di distruggere l'aviazione Strogg poiché stava rallentando la Fanteria e la Fanteria Corazzata costituita da Camminatori e Gev. I Gev sono dei carri armati Terrestri. Il Sergente Bidwell lo ritroveremo sulla USS Hanniball insieme al resto della squadra. L'ultima volta che vedremo il Sergente vivo sarà nel livello "Il Nodo"
Bidwell muore nel livello "Il Nodo" colpito da un proiettile vagante sparato da un "Harvester" uno Strogg simile ad un aracnide gigante. Dopo lo scontro a fuoco, i sopravvissuti ovvero Morris, Voss, Kane si radunano sconvolti attorno al suo corpo «[...]era un brav'uomo, un grande soldato, non ci credo che sia morto[...]» «Lt. Voss»

### Doc. Anderson
Il Soldato Scelto Anderson è il medico della squadra Rhino. Lo troviamo all'inizio che cura un altro medico in condizioni piuttosto gravi dopo essersi presentato ci cura poiché dallo schianto siamo stati feriti. Anderson è uno dei personaggi principali poiché lo troviamo nella maggior parte del gioco. Solo dopo che veniamo Stroggati non lo rivedremo più poiché è stato catturato da uno scienziato nel livello "Complesso Medico Strogg" che se non fosse stato per lui il Soldato Scelto Rhodes avrebbe ucciso il Caporale Kane
Il Doc. Anderson si stava assicurando che una stanza fosse sicura ma dietro uno scienziato Strogg stava architettando la cattura entra in un "Centro Operativo" e qui si chiudono le barriere di protezione. Queste sono in vetro, quindi il Caporale vede tutto lo scienziato addormenta Anderson e lo porta via dopo non si sa se lo stesso o un altro scende per uccidere Kane

### Tecnico Strauss
Il Soldato Semplice Johann Strauss è il Tecnico della squadra Rhino e si considera l'uomo più intelligente della terra ma la squadra Rhino rifiuta questa opinione infatti nel livello "Il Nodo" Lt. Voss manda lui e Kane in ricognizione. Si oppone «Un solo soldato di scorta? DEVO MORIRE PER FARVI VEDERE QUANTO SONO IMPORTANTE?? <<Che non ti succederà niente Strauss>> Uff... Non fa niente mi segua Caporale Kane» «Tec. Strauss» e «Lt.Voss»
Dopo questo accade la stessa cosa Kane aveva un altro obiettivo "Disattivare il Recinto Laser" quindi lascia Strauss da solo e lui inizialmente si spaventa.
In seguito si ritrovano proprio davanti al Tetranodo nella missione "Il Tetranodo" Kane arriva a un punto dove deve disattivare le "Pompe di Raffreddamento" qui incontra il Makron che cattura Kane e Strauss rimane da solo.

### Caporale Rhodes
Il Caporale Rhodes è il Geniere della squadra lo troviamo nelle missioni "Trincee di Difesa Aerea" dove protegge solo una caverna, "Interno Dell'Hangar" dove bisogna scortarlo per fargli piazzare delle bombe, "Complesso Medico Strogg" dove voleva uccidere Kane pensando fosse uno strogg qualsiasi, "Terminale Dati" dove ci ha scortato per mettere fuori uso lo scudo del "Nodo" lui distrusse la "The Big Gun" che in Quake 2 era simile a quella di Quake 4 «Whooohooo... Quanto mi piace il mio lavoro» «Cpl. Rhodes»

### Caporale Aleandro Cortez
Il Caporale Aleandro Cortez si può trovare alla fine del livello "Bunker di Difesa Aerea" ovvero il primo livello. Il Caporale come tutti si trova al livello
"Operazione: Vantaggio" e "Operazione: Ultima Speranza". In seguito lo ritroveremo nel livello "Stazione della Monorotaia" e nel successivo. In questi due livelli ci scorta fino alla torre di "Elaborazione Dati".

## Altre Squadre
Nel gioco sono presenti altre squadre oltre alla Rhino. Le squadre sono Wolf, Badger, Warthog, Viper, Raven, Cougar, e altre. Poi sono presenti le squadre speciali come Bion I, ovvero un gruppo di Camminatori.

### Badger
- Pvt Rodriguez
- Doc Hess
- Pvt Bezzy
- Pvt Asher

### Cobra
- Pvt Strang
- Sgt Schumacher
- Pvc Zick
- Pvt Pupino

### Eagle
- Pvt DunDee
- LCpl Newcamp
- Pvt Wendt
- Pvc Polman

### Raven
- Tec Newquist
- Cpl Schilder
- Pvt Singer

### Viper
- Pvt. Blascoe
- Pvt. Leffler
- Sgt. Shaw
- Tec. NewBerry
- Pfc. Thomas (Strogg)

### Warthog
- Pvt Kasanoff
- LCpl Greene
- Pfc Marlin
- Pfc Jones

## Strogg
Qui saranno elencati tutti i tipi di strogg che incontreremo strada facendo.

### Strogg Marine
Il primo alieno cyborg che incontreremo sarà un Marine modificato con una pistola al posto della mano, la "Blaster". Da qui lo ritroveremo nei livelli a seguire

### Strogg Marine con Mitragliatrice
Questo Strogg è identico al primo, solo che invece di una pistola ha una mitragliatrice

### Strogg Marine con Fucile a Pompa
Questo si troverà insieme al secondo Strogg, solo che al posto della pistola imbraccia un fucile a pompa

### Grunt
Il Grunt è uno Strogg 100%, cioè non ha nessun componente umano. Quest'ultimo ha una mitragliatrice simile alla M134 Minigun sulla spalla e ha muscoli super sviluppati.

### Berserker
Il Berserker è uno Strogg di difesa con incorporato uno scudo sulle braccia.

### Gunner
Questo Strogg ha il ruolo d'ingegnere e lo troviamo sempre davanti alle console o ad aerei in riparazione. La sua mano è stata scambiata con una mitragliatrice sparachiodi e una lancia granate.

### Gladiator
Il Gladiator è uno Strogg che possiede il famoso RailGun, uno scudo e un HyperBlaster.

### Horner
L'Horner è il velivolo Strogg d'attacco più usato. Possiede un Lancia Missili, Bombe e trasporto di torrette.

### Harvester
L'"Harvester" è un grosso aracnide che può definirsi "Boss". Il suo equipaggiamento è costituito da due camere per lanciare due missili da 10 cm di diametro, due bracci collegati a due sparachiodi con il chiodo grande 20 mm di Raggio e due grosse e robuste zampe con cui può spappolare gli umani ed è alto 30 metri.

### Tank I
Il Secondo "Tank" è la nuova versione del Vecchio robot presente a Quake II. Questo non ha gambe ma solo dei "Motori" è equipaggiato con 1 cannone che spara missili che intercettano e un Hyperblaster.

### Tank II
Il "Tank" è la versione terrestre del Tank II. È armato con un Hyperblaster, il quale spara 4 colpi al secondo e un cannone leggero.

### Stream Protector
Lo "Stream Protector" ovvero "Protettore di Flusso" è lo strogg che incontriamo nel livello dove Kane viene catturato. Lo Stream Protector ha un equipaggiamento molto potente. Possiede il Lanciamissili ad Agganciamento più un Hyperblaster (2000/colpi a min)

### Makron
Il Makron è il capo degli strogg sconfitto per la prima volta su Quake II. Gli Strogg forse hanno ricostruito il Makron servendosi di quei resti ed è un gigantesco mostro alto 30 metri.

## Veicoli
Su Quake IV si possono trovare vari veicoli guidabili, dove si può essere passeggero o mitragliere, e non guidabili

### Guidabili

#### Gev
Il "Gev" è il carro armato terrestre. Possiede un cannone da 50mm e una mitragliatrice da 15 mm.

#### Camminatore
Il Camminatore è un mezzo costruito per il supporto alla fanteria. È costituito da due mitragliatrici da 33mm e dei razzi da intercettazione (75 mm)

#### Flatbed
Il Flatbed è un camion che fluttua a 5 cm ad terra e che si usa per trasporto di munizioni e cose varie. Il Flatbed non può essere guidato; solo essere passeggero e Mitragliere.

### Non guidabili
Come veicoli non guidabili se ne possono trovare molti in giro per i livelli.

#### Armadillo
L'Armadillo è la Jeep terrestre costituita da una calibro 30.

#### Trojan
Il Trojan è l'APC terrestre costituito da un cannoncino da 15 mm e una mitragliatrice da 11 mm.

#### Flatbed
Il Flatbed è un mezzo da trasporto terrestre. Questo viene usato per trasportare Armi, Munizioni, Bombe IEM (Impulso Elettro Magnetico), normalmente chiamate EMP (Electro Magnetic Pulse).